# In the Closet
"In the Closet" là một bài hát của nghệ sĩ thu âm người Mỹ Michael Jackson nằm trong album phòng thu thứ tám của ông, Dangerous (1991). Nó được phát hành vào ngày 9 tháng 4 năm 1992 như là đĩa đơn thứ ba trích từ album bởi Epic Records. Bài hát được viết lời và sản xuất bởi Jackson và Teddy Riley, với nội dung liên quan việc giữ bí mật về một mối quan hệ tình cảm. Giọng nữ trong "In the Closet" ban đầu không được tiết lộ mà chỉ gọi là "Mystery Girl", nhưng sau đó đã được công bố là Thân vương nữ Stéphanie xứ Monaco.
Ban đầu, nó được dự định sẽ là một màn hợp tác giữa nam ca sĩ và Madonna, nhưng kế hoạch đã không đi đến kết quả. Sau khi phát hành, ca khúc đã trở thành đĩa đơn thứ ba liên tiếp từ Dangerous lọt vào top 10 trên bảng xếp hạng Billboard Hot 100 khi vươn đến vị trí thứ 6, cũng như là đĩa đơn thứ hai liên tiếp đứng đầu bảng xếp hạng R&B của Billboard.
Video ca nhạc của bài hát đã được quay vào cuối tháng 3 năm 1992 tại Biển Salton, California và được công chiếu vào ngày 23 tháng 4 năm 1992 do Herb Ritts làm đạo diễn, trong đó Jackson thể hiện những điệu nhảy gợi cảm bên cạnh siêu mẫu Naomi Campbell. Trong video, phần giọng của Công chúa Stéphanie của Monaco trong bài hát đã được thay thế bởi giọng của Campbell. Video đã xuất hiện trên hai ấn phẩm video là Dangerous: The Short Films và Michael Jackson's Vision. Những hình ảnh trong video đã được sử dụng trong video âm nhạc ra mắt sau khi Jackson qua đời "A Place with No Name", được phát hành như là đĩa đơn thứ hai từ album di sản Xscape (2014). Đây được xem là video có hình ảnh gợi cảm nhất của Jackson và thậm chí còn bị cấm phát sóng ở Nam Phi.
Bài hát được không được Jackson thể hiện trong chuyến lưu diễn thế giới Dangerous World Tour (1992-93) (tuy nhiên, trong một buổi diễn tại Toulouse, Pháp, ban nhạc đã chơi một đoạn ngắn của "In the Closet" trước tiết mục "Man in the Mirror"), nhưng trong HIStory World Tour, xen kẽ với giai điệu "She Drives Me Wild", nó đã được xuất hiện như là bài hát thứ ba trong một liên khúc bao gồm "Scream" và "They Don't Care About Us". Phần giọng của Công chúa Stéphanie đã được thay thế bằng giọng của chính Jackson.

## Danh sách ca khúc
| In the Closet (Đĩa đơn tại Vương quốc Anh) 1. "In the Closet" (7" chỉnh sửa) – 4:49 2. "In the Closet" (Club Mix) – 8:00 3. "In the Closet" (The Underground Mix) – 5:32 4. "In the Closet" (Touch Me Dub) – 7:53 5. "In the Closet" (KI's 12") – 6:55 6. "In the Closet" (The Promise) – 7:18 In the Closet (CD tại Mỹ 49K74267) 1. "In the Closet" (Club chỉnh sửa) – 4:07 2. "In the Closet" (The Underground Mix) – 5:34 3. "In the Closet" (The Promise) – 7:20 4. "In the Closet" (The Vow) – 4:49 5. "Remember The Time" (New Jack Jazz 21) – 5:06 In the Closet (CD quảng bá tại Mỹ ESK4537) 1. "In the Closet" (Radio chỉnh sửa) – 4:37 2. "In the Closet" (7" chỉnh sửa) – 4:49 3. "In the Closet" (The Mission Radio chỉnh sửa) – 4:28 4. "In the Closet" (KI's 12") – 7:17 5. "In the Closet" (The Newark Mix) – 7:08 6. "In the Closet" (Freestyle Mix) – 6:34 7. "In the Closet" (The Mission) – 9:26 In the ClosetMixes Behind Door #1 (CD tại Nhật ESCA5610) 1. "In the Closet" (Club Mix) – 8:03 2. "In the Closet" (The Underground Mix) – 5:40 3. "In the Closet" (Touch Me Dub) – 6:42 4. "In the Closet" (KI's 12") – 7:17 In the ClosetMixes Behind Door #2 (CD tại Nhật ESCA5611) 1. "In the Closet" (The Mission) – 9:27 2. "In the Closet" (Freestyle Mix) – 6:35 3. "In the Closet" (The Mix Of Life) – 7:41 4. "In the Closet" (The Underground Dub) – 6:27 | In the ClosetMixes Behind Door #3 (CD tại Nhật ESCA5622) 1. "In the Closet" (Club chỉnh sửa) – 4:11 2. "In the Closet" (The Newark Mix) – 7:09 3. "In the Closet" (The Promise) – 7:26 4. "In the Closet" (The Vow) – 4:53 5. "Remember The Time" (New Jack Jazz 21) – 5:06 In the Closet (PAL Visionary DualDisc 828767733425 tại Vương quốc Anh) CD 1. "In the Closet" (7" chỉnh sửa) – 4:47 2. "In the Closet" (Club Mix) – 8:02 DVD 1. "In the Closet" (video) – 6:02 In the Closet (NTSC Visionary DualDisc 828767733524 tại Mỹ) CD 1. "In the Closet" (7" chỉnh sửa) – 4:47 2. "In the Closet" (Club Mix) – 8:02 DVD 1. "In the Closet" (video) – 6:02 (Chú ý: Phiên bản tại Mỹ của Visionary chỉ được tiêu thụ dưới dạng boxset hoàn chỉnh, không có loại đơn lẻ) Video quảng bá VHS (UK Promo PAL VHS Video XPV0010) 1. "In the Closet" (Video Club Mix) – 8:02 2. "In the Closet" (Video) – 6:02 3. Hậu trường "In the Closet" |

## Xếp hạng
| Bảng xếp hạng (1992)                     | Vị trí cao nhất |
| ---------------------------------------- | --------------- |
| Úc (ARIA)                                | 5               |
| Áo (Ö3 Austria Top 40)                   | 23              |
| Bỉ (Ultratop 50 Flanders)                | 14              |
| Canada Top Singles (RPM)                 | 16              |
| Canada Dance/Urban (RPM)                 | 2               |
| Châu Âu (European Hot 100 Singles)       | 11              |
| Pháp (SNEP)                              | 9               |
| Đức (Official German Charts)             | 15              |
| Ireland (IRMA)                           | 4               |
| Ý (FIMI)                                 | 2               |
| Hà Lan (Dutch Top 40)                    | 9               |
| Hà Lan (Single Top 100)                  | 9               |
| New Zealand (Recorded Music NZ)          | 5               |
| Na Uy (VG-lista)                         | 10              |
| Ba Lan (LP3)                             | 7               |
| Tây Ban Nha (AFYVE)                      | 2               |
| Thụy Điển (Sverigetopplistan)            | 29              |
| Thụy Sĩ (Schweizer Hitparade)            | 25              |
| Anh Quốc (OCC)                           | 8               |
| Hoa Kỳ Billboard Hot 100                 | 6               |
| Hoa Kỳ Dance Club Songs (Billboard)      | 1               |
| Hoa Kỳ Hot R&B/Hip-Hop Songs (Billboard) | 1               |

| Bảng xếp hạng (1992)                 | Vị trí |
| ------------------------------------ | ------ |
| Australia (ARIA)                     | 53     |
| Belgium (Ultratop 50 Flanders)       | 99     |
| Europe (European Hot 100 Singles)    | 61     |
| Germany (Official German Charts)     | 66     |
| Italy (FIMI)                         | 30     |
| Netherlands (Dutch Top 40)           | 103    |
| US Billboard Hot 100                 | 66     |
| US Hot R&B/Hip-Hop Songs (Billboard) | 52     |

## Chứng nhận
| Quốc gia                                                                           | Chứng nhận | Số đơn vị/doanh số chứng nhận |
| ---------------------------------------------------------------------------------- | ---------- | ----------------------------- |
| Úc (ARIA)                                                                          | Vàng       | 35.000^                       |
| Hoa Kỳ (RIAA)                                                                      | Vàng       | 500,000^                      |
| * Chứng nhận dựa theo doanh số tiêu thụ. ^ Chứng nhận dựa theo doanh số nhập hàng. |            |                               |